# Klubjószág
A klubjószág a közgazdaságtanban olyan hasznos jószágot jelöl, amelynek egyrészt egyéni használata értelmetlen, vagy közös használata nem csökkenti a jószág értékét az egyén számára; másrészt a klubjószág esetében megvalósítható a költségeket nem viselők kizárása a használatból, vagyis a jószág használatára fogyasztási klub szervezhető.
A klubjószágra gyakori példát jelentenek a társasházak közös tulajdonában lévő tárolók, sporteszközök. Ugyancsak elterjedt az időmegosztással fenntartott üdülők példája, amit a klubtagok csak korlátozott rendes szabadságuk idején tudnak használni. A szabadságok ütemezésével az üdülő beruházási és fenntartási költségei megoszthatók.
A klubjószágok színvonala fenntarthatatlan marad, ha a kizárás nem valósítható meg, és a klubba nem tartozó személyek is elkezdik használni a klubjószágot (például bejárnak a társasház eszközeit használni). Ha a kizárás nem szervezhető meg (például országutak), akkor kialakulhat a zsúfoltság, növekednek a várakozási idők, és a klub tagjai sem lesznek érdekeltek a költségek viselésében. Ekkor áll elő a közjószág-probléma.